# هيو روس (سياسي)
هيو روس (بالإنجليزية: Hugh Ross)‏ هو سياسي بريطاني، ولد في 1944. حزبياً، نشط في Ulster Independence Movement ‏.